# Пам'ятник «Невинно убієнним» (Ростов-на-Дону)
Пам'ятник «Невинно убієнним» (рос. Памятник «Невинно убиенным») — меморіальний комплекс в центрі Ростова-на-Дону, споруджений в пам'ять про репресованих з території Ростовської області в період з 1921 по 1961 рік. Пам'ятник відкрито в День пам'яті жертв політичних репресій 30 жовтня 1994 року по ініціативі Ростовської обласної асоціації жертв незаконних політичних репресій «Меморіал» і її голови, одного з авторів проекту Е. І. Ємельянова. Щорічно 30 жовтня біля меморіалу проходить мітинг в пам'ять про жертви політичних репресій та покладання квітів. З 1921 по 1961 рік в Ростовській області за політичними мотивами було репресовано близько 90 тисяч осіб, з них 16 130 розстріляні. Місця поховань невідомі.

## Опис
Меморіал складається з трьох мармурових стел і «Стіни скорботи». Цоколь центральної стели пофарбований в чорний колір, а верхня частина в білий і цегляно-червоний кольори; в центрі чотирикутний хрест, по обидва боки від нього написано присвяту: «Невинно убієнним». На вершині встановлено шестикутний металевий хрест і символічна решітка під ним. На цоколі пам'ятника — список 192 таборів і імена сприяли спорудженню меморіалу. Зі зворотного боку центральної стели зображені символи релігійних конфесій, а також символ комуністичного руху — п'ятикутна зірка з серпом і молотом. «Стіна скорботи» знаходиться за центральною стелою. На ній розміщена карта СРСР з позначенням головних таборів. Наведено дані про жертви політичних репресій по країні в цілому і по Ростовській області зокрема.
Меморіал піддавався нападам вандалів більше 20 разів. У 2006 комплекс був відреставрований на кошти міської адміністрації. Мармурові облицювальні плити були замінені металевими, був виготовлений новий інформаційний стенд для «Стіни скорботи».